# Boven-Suriname (ressort)
Boven-Suriname is een van de zeven ressorten waaruit het Surinaamse district Sipaliwini bestaat. Het ressort is vernoemd naar de Surinamerivier waarvan de bovenloop door dit gebied stroomt.
Met de wijzers van de klok mee grenst het ressort Boven-Suriname in het noordoosten aan het district Brokopondo, in het oosten en zuiden aan het ressort Tapanahony, in het zuidwesten aan Coeroenie en in het noorden aan Boven-Saramacca.
In 2004 had Boven-Suriname volgens cijfers van het Centraal Bureau voor Burgerzaken (CBB) 15.057 inwoners waarmee het het dichtstbevolkte ressort is van Sipaliwini. Grotere dorpen in dit ressort zijn (in alfabetische volgorde): Asidonhopo, Aurora, Botopasi, Djoemoe, Goddo, Kajana en Pokigron.

## Aanmeerplaats in Atjoni

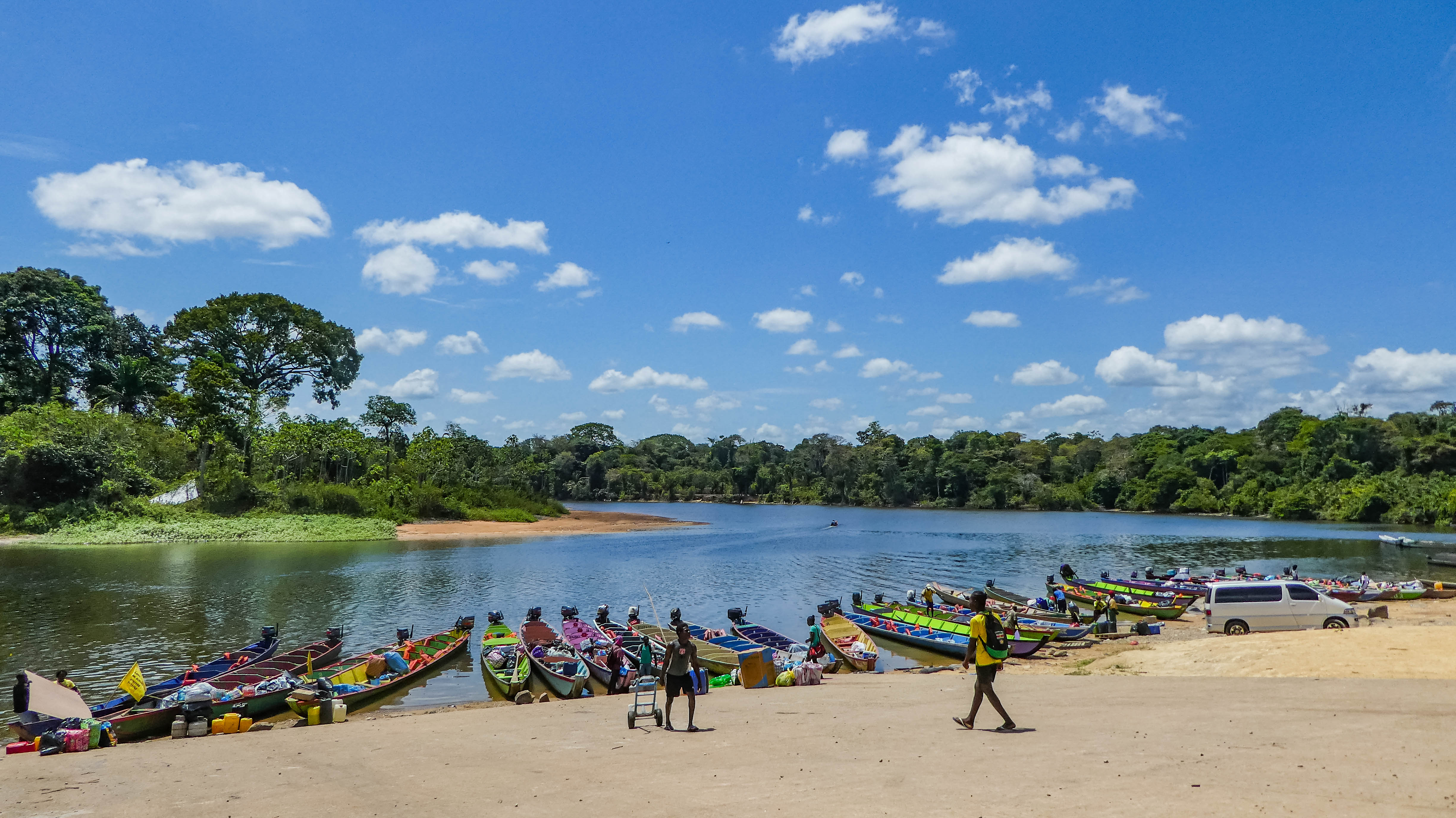
Zicht op de aanmeerplaats in Atjoni

In Atjoni bevindt zich een belangrijk overstappunt voor transport naar het binnenland.

## Districtscommissarissen
Hieronder volgt een lijst van districtscommissarissen die het bestuursressort hebben bestuurd:
| Districtscommissaris | van  | tot   | opmerking                                |
| -------------------- | ---- | ----- | ---------------------------------------- |
| Naltus Naana         | 2011 | 2014  |                                          |
| Armand Jurel         | 2014 | 2016  | ernaast ook Coeroenie en Boven-Coppename |
| Yvonne Pinas         | 2017 | 2018  | waarnemend 14 maanden                    |
| Humphry Jeroe        | 2018 | 2020  |                                          |
| Frits Dinge          | 2020 | heden |                                          |